# NGC 1029
NGC 1029 (również PGC 10078 lub UGC 2149) – galaktyka spiralna (S0-a), znajdująca się w gwiazdozbiorze Barana. Odkrył ją Albert Marth 1 października 1864 roku.